# Linum gyaricum
Linum gyaricum är en linväxtart. Linum gyaricum ingår i släktet linsläktet, och familjen linväxter.

## Underarter
Arten delas in i följande underarter:
- L. g. gyaricum
- L. g. icaricum